# الهيكل التنظيمي للحوار الوطني اليمني

شعار مؤتمر الحوار الوطني الشامل

مؤتمر الحوار الوطني الشامل هو مؤتمر جرى التحضير والإعداد له مراحل طويلة وتعرقل لأكثر من مرة وبدأت المرحلة الأخيرة بعد ثورة الشباب اليمنية بدعم خارجي غير مسبوق وبدأ أول جلساتة في 18 مارس 2013 بالعاصمة اليمنية صنعاء، والتي تصادف الذكرى الثانية لمجزرة جمعة الكرامة بساحة التغيير فيصنعاء، يرأس مؤتمر الحوار رئيس البلاد عبد ربه منصور هادي، يضم المؤتمر 565 عضواً 50% من مواطني المحافظات الجنوبية و30% من الجانب النسائي و20% من الشباب، جرى اختيارهم وترشيحهم من جميع الأطراف السياسية والفاعلة ومنظمات المجتمع المدني بنسب معينة يرد تفصيلها لاحقاً، يحدد المؤتمر عملية صياغة الدستور وهيكل الدولة ويعالج القضية الجنوبية وقضية صعدة ومختلف القضايا ويحدد إصلاحات نحو بناء نظام ديمقراطي شامل ويحدد الخطوات نحو المصالحة الوطنية والعدالة الانتقالية، والتدابير اللازمة لمنع حدوث انتهاكات لحقوق الإنسان ومختلف القضايا المترتبة على حرب 1994 الأهلية في اليمن والحرب على القاعدة والتمرد في الجنوب وانتهاكات حقوق الإنسان أثناءثورة الشباب اليمنية.
تعقد الجلسات العامة للمؤتمر وجلسات فرق العمل في العاصمة صنعاء ويمكن نقل الجلسة العامة إلى مدينة أخرى بموافقة أعضاء الجلسة، كما يمكن عقد اجتماعات فرق العمل في مدن أخرى بتوصية من الفرق نفسها، وذلك بالتنسيق مع الأمانة العامة، وفي الحالتين لابد من موافقة رئيس المؤتمر، وتكون أيام العمل عند انعقاد الجلسات العامة وجلسات فرق العمل من السبت وحتى الأربعاء على فترتين صباحية ومسائية على أن لا تقل ساعات العمل اليومية عن ثمان ساعات.

## الهيكل التنظيمي
يتكون الهيكل التنظيمي للمؤتمر من الجلسة العامة ورئيس المؤتمر وهيئة الرئاسة ولجنة التوفيق وفرق العمل ولجنة المعايير والانضباط والأمانة العامة.

### الجلسة العامة
الجلسة العامة هي الهيئة العليا للمؤتمر وتتكون من كافة أعضاء المؤتمر وعددهم 565 عضواً، ويجب على كل الفئات المشاركة في المؤتمر عدا الحراك والحوثيين أن تضمن مشاركة كافية من أبناء الجنوب بين ممثليها بحيث لا يقل المشاركون من الجنوب عن 50% من مجموع سائر الأعضاء.

#### المهام
| - اقرار مشروع جدول أعمال المؤتمر - تشكيل فرق العمل - تقديم ملاحظات ومقترحات لفرق العمل - اتخاذ القرار في ما تتوصل إليه فرق العمل | - دراسة ومناقشة التقارير المرفوعة من لجنة التوفيق واتخاذ القرارات بشأنها - الاستعانة بالخبراء والمختصين عند الحاجة - إصدار بيانات واعلانات عامة بحسب ما تراه مناسبا - إقرار النتائج النهائية للمؤتمر وبيانه الختامي |

#### آلية العمل
تنعقد الجلسة العامة بحضور ما لا يقل عن 75% من قوامها عند افتتاح الاجتماع ويقل النصاب إلى 51% في جلسات ما بعد الافتتاح مع مراعاة آلية اتخاذ القرار. وتعقد الجلسات العامة ثلاث مرات على النحو الاتي:
1. الجلسة الافتتاحية والجلسة العامة الأولى ومدتهما معا اسبوعان.

1. - يؤدي فيها الأعضاء القسم الجماعي ويعرض فيها مشروع جدول الأعمال وإقراره وعرض خطة عمل المؤتمر، والقواعد والإجراءات، وتتضمن خطة العمل ترتيب المواضيع التي ينبغي تناولها وجدولة الجلسات الخاصة بالاجتماع العام ويترك المجال لأعضاء المؤتمر خلال يومين التعبير عن آرائهم بحرية تامة وتناول أي من القضايا الواردة في جدول الأعمال العام وتخصص بقية الجلسة العامة الأولى لتشكيل فرق العمل وتوضيح آلية عملها

1. الجلسة العامة الثانية (النصفية)  ومدتها شهر.

1. - تخصص لدراسة ومناقشة التقارير الأولية المرفوعة من فرق العمل، وتقديم ملاحظاتها ومقترحاتها إلى فرق العمل، وفي حالة قيام المجموعة بتبني نتائج أو توصيات محددة يمكن مناقشتها في هذه الجلسة لإقرارها بشكل نهائي.

1. الجلسة العامة الثالثة (الختامية) ومدتها شهر.

1. - تخصص لمناقشة واقرار التقارير الختامية لفرق العمل، ويناقش تقرير كل فريق عمل على حدة ويحق للجلسة العامة ان تقدم ملاحظاتها ومقترحاتها على تلك التقارير لفرق العمل وتقوم الفرق بتقديم تقاريرها ثانية للجلسة العامة وفي حالة عدم موافقة الجلسة العامة على أي من تلك التقارير، يتم احالته بالملاحظات للجنة التوفيق، وفي كل الأحوال لا يجوز للجلسة العامة إجراء أي تعديل على تقرير أي فريق عمل، وإذا كان للجلسة العامة أي ملاحظة على أي مسألة من المسائل الواردة في التقرير فيجب إعادة هذه المسألة إلى الفريق المعني مع ملاحظات الجلسة العامة لاتخاذ قرار فيها.

1. - على فرق العمل عرض مسودة التقارير على لجنة التوفيق للمراجعة قبل أسبوعين على الأقل من انعقاد الجلسة الختامية وفي حالة التعارض أو الخلاف تقوم لجنة التوفيق بتقديم ملاحظتها ومقترحاتها للفرق المعنية لدراستها واتخاذ قرارات بشأنها وبما يضمن ازالة التعارض والخلاف.

1. - تقوم لجنة التوفيق بتجميع التقارير النهائية في تقرير واحد وتقديمه إلى الجلسة العامة من خلال رئاسة المؤتمر للتصويت عليه.

1. - تقوم الجلسة العامة في اليوم الأخير من الجلسة الختامية بإصدار البيان الختامي.

* سير العمل: 
1. تدار الجلسات العامة من قبل رئيس المؤتمر ويقوم أحد نوابه بإدارة الجلسة في حالة غيابه.

1. يستقبل المقرر طلبات الأعضاء للحديث في الجلسات العامة حول موضوع محدد وبصفة عامة يتم الاستماع إلى طالب الحديث بحسب اولوية التسجيل.

1. لرئاسة المؤتمر أن تحدد عدد المتحدثين مراعاةً للوقت المتاح وأن تحدد الوقت الممنوح لكل متحدث على حدة، مع مراعاة التنوع.

1. لكل متحدث مداخلة واحدة فقط حول أي موضوع من المواضيع مع السماح له بحق الرد لمرة واحدة.

1. يخاطب المتحدثون رئيس الجلسة وعليهم أن يتجنبوا مقاطعة الآخرين أثناء حديثهم.

1. يلتزم رئيس الجلسة بالحيادية في إدارة الجلسات، مع الاحتفاظ بحقه في ابداء رأيه كأحد أعضاء المؤتمر.

* اتخاذ القرارات: 
يتم اتخاذ القرار في الجلسات العامة على النحو الاتي:
- فيما يخص المسائل الإجرائية:
  1. يفصل رئيس الجلسة في المسائل الإجرائية مالم تعترض على ذلك الأغلبية البسيطة للحضور.
  2. تقدم الاعتراضات على القرارات الإجرائية من أي عضو من أعضاء المؤتمر موقعة من 5% من أعضاء الجلسة على الأقل.
- فيما يخص القرارات الموضوعية:
  1. تتخذ قرارات الجلسة العامة بالتوافق الذي يتحقق بموافقة 90% من الحضور على الأقل، على ألا يكون جملة المعترضين من مكون واحد.
  2. عند تعذر التوافق يرفع القرار المختلف فيه إلى لجنة التوفيق لتقوم بالتواصل مع المكونات والأفراد للتقريب بين وجهات النظر المختلفة، وفي حال تعذر التوافق ثانية يصوت على القرار ويعتبر القرار نافذا بأغلبية ثلاثة ارباع الحضور في الجلسة العامة.
  3. عند عدم توافر اغلبية ثلاثة الارباع في الجلسة العامة يعاد الأمر للجنة التوفيق لبذل كافة الجهود المطلوبة للتقريب بين وجهات النظر المختلفة وإلزام الفعاليات بالتوافق، وعند عدم التوصل إلى التوافق ترفع القرارات المختلف عليها في الجلسة العامة إلى رئيس المؤتمر الذي يقوم بالعمل على تحقيق التوافق حولها وذلك ببذل المزيد من الجهد والتشاور مع المكونات والفعاليات المشاركة في مؤتمر الحوار الوطني وله ان يقدم مشاريع قرارات بعد التشاور لحسم هذه الخلافات إلى لقاء يضم رؤساء كل المكونات والفعاليات المشاركة في الحوار شريطة ان يكونوا مفوضين من مكوناتهم وفعاليتهم تفويضاً مكتوباً.

### رئيس وهيئة رئاسة المؤتمر
تتكون هيئة رئاسة المؤتمر من رئيس المؤتمر عبد ربه منصور هادي وستة نواب (عبد الكريم الإرياني، ياسين سعيد نعمان، عبد الوهاب أحمد الآنسي، سلطان حزام العتواني، أحمد بن فريد الصريمة، صالح أحمد هبره) ومقرراً «عبد الله سالم لملس» ونائباً له «نادية عبد العزيز السقاف».، يتناوب النواب على رئاسة اجتماعات المؤتمر (الجلسات العامة) في حالة غياب الرئيس وفقاً لالية يتم الاتفاق عليها في هيئة الرئاسة.

#### المهام
- 1. افتتاح أعمال المؤتمر
  2. إدارة جلسات هيئة الرئاسة.
  3. إدارة الجلسات العامة.
- مهام ومسئوليات رئاسة المؤتمر:
  1. إدارة الجلسات العامة
  2. إعداد مشاريع خطط وجداول أعمال الجلسات العامة
  3. مثيل المؤتمر لدى الجهات الداخلية والخارجية
  4. تعريف الأعضاء بأدوارهم ومسئولياتهم وواجباتهم المختلفة في المؤتمر
  5. تطبيق القواعد والإجراءات التي تنظم سير أعمال المؤتمر
  6. الإشراف على تشكيل فرق العمل واللجان المختلفة
  7. متابعة عمل فرق العمل
  8. الإشراف على عمل الأمانة العامة وتقويم أدائها

#### آلية العمل
تكون آلية عمل رئاسة المؤتمر كالاتي:
1. تنعقد جلسة هيئة رئاسة المؤتمر بـما لا يقل عن 75% من أعضاء الهيئة.

1. تتخذ القرارات في هيئة الرئاسة بالأغلبية البسيطة.

1. تدار الجلسات من قبل رئيس المؤتمر ويقوم نوابه مكانه في حالة غيابه.

### لجنة التوفيق
لجنة توفيق الآراء في المؤتمر من رئاسة المؤتمر ورؤساء فرق العمل، وعدد من الأعضاء يعينهم الرئيس من أعضاء اللجنة الفنية بالتوافق مع اللجنة الفنية، وبما يضمن تمثيل كافة المكونات بشكل متوازن على أن يمثل الجنوب بـ 50% من قوام لجنة التوفيق، كما تمثل المرأة بما لا يقل عن 30%.

#### المهام
- 1. التوفيق بين أعضاء المجموعات في القضايا المختلف فيها وتقديم مقترحات لحل الخلافات
  2. التشاور مع الأعضاء والمكونات في قضايا الخلاف لإيجاد رأي توفيقي
  3. التنسيق بين مخرجات فرق العمل
  4. تفسير هذا النظام
  5. متابعة تنفيذ قرارات المؤتمر والتأكد من تنفيذها بعد انتهاء أعماله.

#### آلية العمل
تكون آلية عمل لجنة التوفيق كالاتي:
1. يرأس رئيس المؤتمر لجنة التوفيق ويقوم نوابه مكانه في حالة غيابه.

1. ينعقد الاجتماع في لجنة التوفيق بحضور ما لا يقل عن 75% من أعضائها.

1. تبذل اللجنة كل الجهود الممكنة للوصول إلى قرارات توافقية.

1. عند تعذر التوافق يصوت على القرار ويعتبر القرار نافذا بموافقة 90% من أعضاء اللجنة.

### فرق العمل

التمثيل في فرق العمل

تضم فرق العمل 9 فرق عمل حسب أعمال المؤتمر وتتكون فرق العمل من ممثلي المكونات المشاركة في المؤتمر مع مراعاة التخصص قدر الإمكان وتتولى الأحزاب والمكونات المهيكلة تسمية ممثليها في فرق العمل. وبالنسبة للمكونات غير المهيكلة (النساء والشباب والمجتمع المدني والمجموعات الأخرى)، يرشح كل عضو فيها نفسه بحسب أمكانياته وتخصصه ويكون الاختيار النهائي للأعضاء والفريق المناسب لهم يعود لرئاسة المؤتمر حيث توزع الأعضاء على فرق العمل بما يتناسب مع موضوعات الحوار وتضمن تحقيق التوازن وفق المعايير المقرة وتحرص على تمثيل كافة المكونات في الفرق، وبما لا يقل عن 30 عضواً في كل فريق عمل، على أن يكون الحد الأعلى لعدد الأعضاء في كل فريق كالآتي:
| م | الفريق                                                              | الأعضاء | ملاحظات                                                              |
| - | ------------------------------------------------------------------- | ------- | -------------------------------------------------------------------- |
| 1 | فريق عمل القضية الجنوبية                                            | 40 عضو  | 15 عضو من الحراك الجنوبي و 6 ممثلين كحد أعلى لكل من المكونات الأخرى. |
| 2 | فريق عمل قضية صعدة                                                  | 50 عضو  | 10 أعضاء من الحوثيين و 6 ممثلين كحد أعلى لكل من المكونات الأخرى.     |
| 3 | فريق عمل قضايا ذات بعد وطني والمصالحة الوطنية والعدالة الانتقالية   | 80 عضو  | 12 ممثلاً كحد أعلى لكل مكون.                                          |
| 4 | فريق عمل بناء الدولة (الدستور: مبادئه وأسسه)                        | 55 عضو  | 6 ممثلين كحد أعلى لكل مكون.                                          |
| 5 | فريق عمل الحكم الرشيد                                               | 50 عضو  | 6 ممثلين كحد أعلى لكل مكون.                                          |
| 6 | فريق عمل أسس بناء الجيش والامن ودورهما                              | 50 عضو  | 12 ممثلاً كحد أعلى لكل مكون.                                          |
| 7 | فريق عمل استقلالية الهيئات ذات الخصوصية وقضايا اجتماعية وبيئية خاصة | 80 عضو  | 12 ممثلاً كحد أعلى لكل مكون.                                          |
| 8 | فريق عمل الحقوق والحريات                                            | 80 عضو  | 12 ممثلاً كحد أعلى لكل مكون.                                          |
| 9 | فريق عمل التنمية (الشاملة والمتكاملة والمستدامة)                    | 80 عضو  | 12 ممثلاً كحد أعلى لكل مكون.                                          |

#### المهام
- 1. اختيار رئاسة الفريق والمقرر
  2. إقرار خطط وجداول أعمالها
  3. دراسة ومناقشة الموضوعات واتخاذ قرارات بشأنها
  4. القيام بالزيارات الميدانية للاستماع لآراء فئات المجتمع فيما يخص مواضيع النقاش والاستفادة منها وفقا لبرنامج وجدول زمني مقر، وذلك بالتنسيق مع رئاسة المؤتمر.
  5. تقديم نتائج عملها إلى الجلسة العامة للمؤتمر
  6. مناقشة وتطوير المقترحات والملاحظات المقدمة من الجلسة العامة
  7. استضافة خبراء وميسرين عند الحاجة بالتنسيق مع الأمانة العامة
  8. اعداد تقرير ختامي لنتائج عملها وتقديمه للجلسة العامة
- يكون لكل مجموعة حوار رئاسة تتكون من رئيس ونائبين ومقرر، ويكون من بين رئاسة كل مجموعة عضو جنوبي وامرأة على أن يكون أحدهم شابا وعلى أن يقوم كل فريق عمل باختيار رئاسته بالتوافق. وبالنسبة لفريق العمل الخاص بالقضية الجنوبية يجب أن يكون رئيس الفريق أو نائبه الأول جنوبيا.[8]
- يتم تشكيل فرق عمل فرعية حسب طبيعة الموضوعات في فرق العمل التي يكون حدها الأعلى 80 عضوا.
- يمثل أبناء الجنوب بـ 50% من فريق القضية الجنوبية، 75% من هذه النسبة للحراك الجنوبي السلمي.
- فرق العمل التي ستتناول القضايا الدستورية، ينبغي أن يكون التمثيل فيها لجميع الفئات وبصفة خاصة من لديهم الخبرة القانونية والدستورية.

#### آلية العمل
- تنعقد جلسات فرق العمل بحضور ما لا يقل عن 75% من قوام الفريق في جلسة افتتاح الاجتماع وتقل النسبة إلى 60% في ما بعد الافتتاح في الموضوعات محل النقاش، ويتم اختيار رئاسة فرق العمل بالتوافق في أول يوم تلتقي فيه.

و تنعقد جلسات الفرق لمدة أربعة أشهر (شهران بعد الجلسة العامة الأولى وشهران بعد الجلسة العامة النصفية) كما لها ان تعقد جلسات أثناء انعقاد الجلسات العامة.
- تعد فرق العمل خطط عملها مع مراعاة أوقات تقديم التقارير إلى جلسة المراجعة النصفية العامة وإلى الجلسة الختامية.
- يلتقي رؤساء الفرق كل اسبوعين للتنسيق وتبادل الآراء ووضع حلول للازدواجية وتضارب الآراء بين فرق العمل ما امكن ذلك، وتكون رئاسة الاجتماعات دورية بين رؤساء الفرق.

* سير العمل: 
1. يستقبل المقرر طلبات الأعضاء للحديث في الجلسة حول موضوع محدد وبصفة عامة يتم الاستماع إلي طالب الحديث بحسب الترتيب.
2. لرئاسة الفريق أن تحدد الوقت الممنوح لكل متحدث.
3. يغلق باب النقاش في الموضوع عند توقف الأعضاء عن الحديث فيه.
4. لرؤساء الفرق الحق في إغلاق باب النقاش في المواضيع المحالة من لجنة التوفيق للتصويت عليها ويعتبر القرار ساريا بموافقة ثلاثة أرباع الحضور.
5. يخاطب المتحدثون رئيس الجلسة وعليهم أن يتجنبوا مقاطعة الآخرين أثناء حديثهم.
6. يلتزم رئيس الجلسة بالحيادية في إدارة الجلسات، مع الاحتفاظ بحقه في ابداء رأيه كأحد أعضاء الفريق.

* اتخاذ القرارات: 
يتم اتخاذ القرار في الفرق على النحو الآتي:
- فيما يخص المسائل الإجرائية:
  1. يفصل رئيس الجلسة في المسائل الإجرائية مالم تعترض على ذلك الاغلبية البسيطة للحضور.
  2. تقدم الاعتراضات على القرارات الإجرائية من أي عضو من أعضاء الفريق موقعة من 5% من أعضاء الجلسة.
- فيما يخص القرارات الموضوعية:
  1. تتخذ القرارات بالتوافق الذي يتحقق بموافقة 90% من الحضور على الأقل.
  2. عند تعذر التوافق يرفع القرار المختلف فيه إلى لجنة التوفيق لتقوم بالتواصل مع المكونات والأفراد للتقريب بين وجهات النظر المختلفة، وفي حال تعذر التوافق بين الفريق بعد الإحالة للجنة التوفيق يصوت على القرار ويعتبر القرار نافذا بأغلبية ثلاثة أرباع الحضور من أعضاء فريق العمل، وعند عدم توافر اغلبية ثلاثة الارباع في الفريق ترفع القرارات المختلف عليها إلى رئيس المؤتمر الذي يقوم بالعمل على تحقيق التوافق حولها وذلك ببذل المزيد من الجهد والتشاور مع المكونات والفعاليات المشاركة في مؤتمر الحوار الوطني وله ان يقدم مشاريع قرارات بعد التشاور لحسم هذه الخلافات إلى لقاء يضم رؤساء كل المكونات والفعاليات المشاركة في الحوار شريطة ان يكونوا مفوضين من مكوناتهم وفعاليتهم تفويضاً مكتوباً .

### لجنة المعايير والانضباط
تتكون لجنة المعايير والانضباط في المؤتمر من 7 شخصيات قضائية وإدارية يشترط ان يكون مشهود لها بالنزاهة والحيادية وذات سمعة وطنية معروفة بالكفاءة والمعايير الخلقية العالية، ويتم اقتراحها من غير أعضاء المؤتمر من قبل اللجنة الفنية ويتم تزكيتها من قبل رئاسة المؤتمر في الجلسة العامة الأولى، على أن يمثل فيها الجنوب والمرأة والشباب بصورة مناسبة، كما يجب أن يكون اثنان من القائمة من كبار القضاة العاملين أو المتقاعدين. وتقوم لجنة المعايير والانضباط بعد تشكيلها بوضع لائحة تنظم عملها.

#### المهام
- 1. البت في حالات عدم الالتزام بضوابط المؤتمر أو التغيب المستمر من قبل الأعضاء أثناء سير عمل المؤتمر.
  2. البت في شكاوى الأعضاء بخصوص أي أعمال تخويف أو تهديد أو إساءة أو فساد أو رشوة في ما يتصل بأعمال المؤتمر.
  3. تقرير الإجراءات المناسبة في الحالات الواردة أعلاه وفقا لما هو وارد في الفصل السابع من هذا النظام.

### الأمانة العامة للمؤتمر
صدر قرار جمهوري بإنشاء الأمانة العامة للمؤتمر (سكرتارية المؤتمر) في 18 يناير 2013 تقوم مهمتها بالأعمال والإجراءات التحضيرية اللازمة للتنظيم والإدارة الفعالين للمؤتمر، حيث تعتمد لتسيير مهامها على الموارد المخصصة لها من الحكومة وعلى ما تتلقاه من دعم من صندوق الأمم المتحدة لدعم الحوار الوطني، ويشترط أن يكون الأمين العام للأمانة من أبناء المحافظات الجنوبية، وتقرر تعيين «د.أحمد عوض بن مبارك» أميناً عاماً للأمانة و«د.أفراح عبد العزيز الزوبة» نائباً أول و«ياسر عبد الله الرعيني» نائباً ثاني.

#### المهام
- 1. القيام بكل المهام الإدارية والمالية المتعلقة بسير أعمال المؤتمر
  2. توفير كل الخدمات والمستلزمات المطلوبة لعمل هيئات المؤتمر
  3. تنفيذ الخطة الإعلامية للمؤتمر
  4. القيام بأنشطة التواصل والتوعية
  5. توثيق كل فعاليات المؤتمر، وحفظ وأرشفة جميع الوثائق الورقية والإلكترونية والسجلات الخاصة بأعمال المؤتمر

## جدول الأعمال العام
من أهم الموضوعات التي سيناقشها الحوار الوطني القضية الجنوبية وقضية صعدة وقضايا النازحين واسترداد الأموال والأراضي المنهوبة، وأسس بناء الجيش والأمن وبناء هوية وشكل الدولةونظام الحكم ونظام الانتخابات والنظام الإداري والسلطة التشريعية والقضائية، وتشكيل لجنة صياغة الدستور، والمصالحة الوطنية والعدالة الانتقالية وانتهاكات حقوق الإنسان خلال ثورة الشباب اليمنية في 2011 وقضايا وحقوق المخفيين قسرياً، والحكم الرشيد ويتضمن سيادة القانون وتوازن السلطة والمسؤلية وتطبيق المساءلة والمحاسبة والشفافية وتحقيق العدل والمساواة ومحاربة الفساد وتكافؤ الفرص للمواطنين وتوسيع المشاركة الشعبية وكفاءه الإدارة العامة وأسس السياسة الخارجية، والحقوق والحريات العامة والخاصة واستقلالية الهيئات ذات الخصوصية (الخدمة المدنية - الإعلام - الأوقاف - الواجبات الزكوية-حقوق الإنسان -دار الإفتاء - الأجهزة الرقابية - شئون الأحزاب - الهيئات ذات العلاقة بالفئات الشبابية والمرأة، وقضايا النازحين واسترداد الأموال والأراضي المنهوبة في الداخل والخارج والتنمية الشاملة والكاملة المستدامة في مختلف المجالات وقضايا اجتماعية وبيئية خاصة مثل (الثأر - السلاح - القات - الجماعات المسلحة -التنوع والتسامح -المياة والبيئة)، وسيناقش أيضاً ضمانات تنفيذ مخرجات الحوار عن طريق تشكل لجان لمتابعة المخرجان وعمل ميثاق شرف وضمانات أممية .
| - القضية الجنوبية - قضية صعدة - بناء الدولة (الدستور: مبادؤه وأسسه) - الحكم الرشيد | - اسس بناء الجيش والامن ودورهما - قضايا ذات بعد وطني والمصالحة الوطنية والعدالة الانتقالية - استقلالية الهيئات ذات الخصوصية وقضايا اجتماعية وبيئية خاصة - الحقوق والحريات | - التنمية (الشاملة والمتكاملة والمستدامة) - تشكيل لجنة صياغة الدستور - ضمانات تنفيذ مخرجات الحوار ونجاحها |

## النظام الداخلي (ضوابط الحوار)
قانون ضوابط الحوار يهدف إلى تحديد وتنظيم عمل مؤتمر الحوار الوطني الشامل، وتضمن أن المؤتمر يهدف إلى «تمكين افراد المجتمع اليمني من تقرير مستقبلهم بالشكل الذي يفي بتطلعاتهم»

### المبادئ
يُدار المؤتمر وفقا لمبادئ جوهرية حددها القانون الجمهوري رقم 10 لسنة 2013 المادة 5 والتي تشمل التمثيل الشامل لكل الأطراف بحيث يوفّر المؤتمر التمثيل الملائم للمجموعات المشاركة التي حددتها الآلية التنفيذية لالمبادرة الخليجية، والمشاركة الفعلية الكاملة لكل المشاركين بدون شروط مسبقة، والشفافية بحيث تكون كل وثائق مداولات المؤتمر علنية وتتوفر لكل الأطراف فور صدورها، والنتائج الحقيقية بحيث يكون على الحكومة وكل الأطراف تنفيذ نتائج مؤتمر الحوار.

### واجبات وحقوق
تضمن قانون النظام الداخلي للمؤتمر العديد من الواجبات والحقوق للمشاركين في المؤتمر من الأعضاء وغير الأعضاء وتضمن بشكل خاص:
1. حق مبعوث الأمم المتحدة جمال بنعمر الدخول إلى الجلسات العامة كمراقبين من غير اذن مسبق، وحضور جلسات عمل فرق العمل عند دعوتهم إليها.
2. حق سفراء الدول العشر الراعية للمبادرة الخليجية حضور الجلسات العامة كمراقبين بالتنسيق مع رئاسة المؤتمر، ويجوز لهم حضور جلسات فرق العمل عند دعوتهم إليها.
3. حق رئيس الوزراء باسندوة الدخول إلى الجلسات العامة كمراقبين من غير اذن مسبق، وحضور جلسات عمل فرق العمل عند دعوتهم إليها والقاء كلمات داخل الجلسات العامة بناء على تنسيق مسبق مع رئاسة المؤتمر.
4. لأعضاء مجلسي النواب والشورى، واعضاء الحكومة، وسفراء الدول المعتمدة في اليمن، والشخصيات العامة حضور الجلسات العامة كمراقبين بناء على دعوة من رئاسة المؤتمر.